# Jakob Rosenhain
Jacob Rosenhain (Mannheim, 2 december 1813 – Baden-Baden, 21 maart 1894) was een Duits pianist, componist en muziekpedagoog van Joodse afkomst.

## Biografie
Hij studeerde in Frankfurt (am Main) piano bij Jacob Schmitt, compositie bij Johannes Wenzeslaus Kalliwoda en pedagogiek bij Xaver Schnyder von Wartensee. Op 19-jarige leeftijd trad hij al op in zijn woonplaats Frankfurt, maar ook in Londen en Parijs, waar hij zich specialiseerde in het kwartetspel. Tijdens het concertseizoen van 1837 was hij solist bij het London Philharmonic Orchestra. Samen met Johann Baptist Cramer ontwikkelde hij een piano methode. Vanaf 1849 vestigde hij zich definitief in Parijs, waar hij vaak kamermuziekavonden organiseerde die vaak bezocht werden door Cherubini, Rossini en Berlioz. Hij was zeer bevriend met Felix Mendelssohn en Ignaz Moscheles.
Rosenhain heeft een pianoconcert geschreven en een concertino voor piano en orkest. Het pianoconcert dateert uit 1840. Schumann was er niet zo verrukt van. Hij vond het stukken minder dan het Pianotrio Op.2, vrij conservatief en totaal niet vernieuwend. Bovendien keurde Schumann het vertrek van Rosenhain naar Parijs af. “Parijs is een stad die een slechte invloed heeft op de ontwikkeling van een componist”, aldus Schumann.

## Werken
Rosenhain schreef om en nabij de honderd werken waaronder een drietal cellosonates, verschillende korte stukken voor piano, een pianoconcert, een pianoconcertino, twee pianotrio’s, drie strijkkwartetten, vier opera’s, drie symfonieën en een aantal liederen.
- Biblioteca Nacional de España: XX1404443
- Bibliothèque nationale de France: cb148024627 (data)
- Gemeinsame Normdatei: 116624043
- International Standard Name Identifier: 0000 0000 8385 0254
- Library of Congress Control Number: no90011807
- Nationale Bibliotheek van Letland: 000316951
- MusicBrainz: 0189f48b-3bcf-410e-b4cd-125dae09a6ef
- Nationale Bibliotheek van Tsjechië: mzk2010584034
- Nationale Bibliotheek van Israël: 987007525072705171
- Nationale Bibliotheek van Polen: a0000002331905
- Nederlandse Thesaurus van Auteursnamen: 173979831
- Istituto Centrale per il Catalogo Unico: MUSV056563
- SNAC: w6tm7p29
- Système universitaire de documentation: 126077851
- Virtual International Authority File: 56875520
- WorldCat: E39PBJhCKf8XhQ6RKrXR3FhmBP